# Kamno
Kamno je naselje v Občini Tolmin in ima bogato zgodovino, močno povezano z različnimi političnimi in vojaškimi dogajanji na tem območju. 
Vas stoji na levem bregu, nekaj hiš pa je tudi na desnem bregu reke Soče, pod mogočno goro Krn. Ima več 'zaselkov', med njimi so Meje, Maraške in Čres. 
V vasi stoji cerkev Svete Trojice, ki spada pod župnijo Tolmin. 

## Zgodovina in razvoj
Po padcu Zahodnega rimskega cesarstva so vas najprej naselili Ostrogoti, nato pa okoli 6. stoletja Slovani. Tako je območje postalo del Furlanskega vojvodstva, po padcu Langobardskega kraljestva pa so oblast prevzeli Franki. Po Verdunski pogodbi leta 843 je območje pripadlo Kraljestvu Italije, leta 951 pa meji Veronski in Oglejski marki. V obdobju od 952 do 976 je bilo območje podrejeno Bavarskemu vojvodstvu, nato pa je pripadlo novoustanovljenemu Koroškemu vojvodstvu.
Leta 1077 je Kamno prešlo pod Oglejski patriarhat in pod okrilje Tolminske gastaaldije. Po padcu Oglejskega patriarhata leta 1420 (formalno leta 1445) je območje prešlo pod Beneško republiko. Po Noyonski pogodbi leta 1516 je Beneška republika izgubila zgornjo dolino reke Soče, vključno s Kamnom, ki je prešlo pod Goriško grofijo, ki je bila že od leta 1500 pod Habsburžani.
Kamno je leta 1809 po Schönbrunnski pogodbi postalo del Ilirskih provinc pod Napoleonom, po Dunajskem kongresu leta 1815 pa je spet prešlo pod Avstrijo kot del Kraljestva Ilirija. Leta 1849 je postalo del Avstrijskega Primorja, kasneje pa del občine Libušnje.
Med prvo svetovno vojno je bilo Kamno priča prvim napadom italijanskih čet in bitki pri Kobaridu. Kamno je med vojno postalo pomembna zaledna baza, kjer so se nahajale vojaške bolnišnice in poveljstva. Zgrajeno je bilo tudi vojaško pokopališče, kjer so pokopavali padle vojake, predvsem iz brigade Salerno. To pokopališče je v prvih povojnih letih dobilo ime pokopališče Piscicelli, po poveljniku, ki je pogumno branil dolino Soče in za to prejel zlato medaljo za vojaško hrabrost.
Po prvi svetovni vojni je Kamno pripadlo občini Libušnje v Furlaniji, leta 1927 pa je prešlo pod na novo ustanovljeno pokrajino Gorica in kasneje pod občino Kobarid. Med drugo svetovno vojno je bilo območje del Operativne cone Jadranskega primorja pod nemško okupacijo. Po vojni je Kamno prešlo pod Jugoslavijo in nato pod Slovenijo.

### Vojaško pokopališče Piscielli iz prve svetovne vojne (1915-1938)
Vojaško pokopališče v Kamnem, znano tudi kot pokopališče Piscicelli, je bilo prvotno ustanovljeno med prvo svetovno vojno, zraven civilnega pokopališča na južnem robu naselja. Sprva je bilo poimenovano "pokopališče brigade Salerno" zaradi številnih padlih vojakov te brigade, ki so bili tam pokopani v prvih mesecih leta 1915. Takrat so bile njihove enote večkrat poslane v napad na položaje na gori Sleme, Mrzli vrh in Vodil vrh, ki so bile del avstro-ogrskih obrambnih delov tako imenovane tolineske mostiščnice. Zaradi velikega števila umrlih so bile prve pokopane v Kamnem brez večje pozornosti in urejenosti, zgolj kot velike skupinske grobove, ki so jih sproti polnili z zemljo in apnom.
S časom je pokopališče postalo bolj urejeno in doseglo 1876 grobov italijanskih vojakov ter 27 grobov avstrijskih vojakov, ki so verjetno umrli v italijanskih rokah kot ujetniki ali ranjeni. V prvih mesecih leta 1916 so vojaki brigade Emilia (119. in 120. pehotni polk) postavili spominsko ploščo na južnovzhodnem vogalu pokopališča v spomin na svoje padle tovariše. 
1. oktobra 1917, prvi dan bitke pri Kobaridu, je v Kamnem potekal obupan poskus obrambe doline reke Soče, v katerem je sodeloval bataljon 147. pehotnega polka brigade Caltanissetta pod poveljstvom podpolkovnika Maurizia de Vita Piscicellija. Cilj boja je bil, da se uprejo prvih nemških napadom, ki so prihajali z juga, iz smeri Tolmina, in tako zagotovijo čas italijanskim enotam na grebenu Sleme-Mrzli-Vodil vrh, da se organizirano umaknejo, ne da bi bile množično zajete. Boji v Kamnem so bili siloviti in so deloma uspeli. Med bojem, ki je potekal tudi ob pokopališču, je podpolkovnik Piscicelli padel. Njegovemu spominu so po bitki podelili zlato medaljo za vojaško hrabrost, edino, ki je bila dodeljena za boje 24. oktobra 1917.
Zaradi tega je pokopališče že v prvih povojnih letih dobilo ime "pokopališče Piscicelli."

### Pokopališče danes
Z izgradnjo velikega vojaškega spomenika v Kobaridu leta 1938 so bila majhna vojna pokopališča v dolini Soče odstranjena, in posmrtni ostanki so bili preneseni v veliki spomenik. Pokopališče Piscicelli je začelo propadati in postopoma postajati zapuščeno. Nagrobniki so bili odstranjeni, obzidje pa porušeno. Danes so vidni le še deli starega obzidja in eden od vhodov. Grobnice za kostnice so prerasle rastline. Tudi velika spominska plošča za padle vojake brigade Emilia je skozi čas utrpela škodo, zlasti po potresu v Furlaniji leta 1976, ko se je deloma porušila.

### Obnovitev spominske plošče
Med letoma 2016 in 2018 je bil v okviru projekta množičnega financiranja zbran denar za obnovo plošče in za oživitev njenega secesijskega oblikovanja. Obnova je bila dokončana septembra 2018 s pomočjo več kulturnih in vojaških društev ter družine Piscicelli. Projekt je podpiral Fundacija Pot miru in je bil izveden v skladu z navodili slovenske službe za varstvo kulturne dediščine.